# Слум
Слум (итал. Silun Mont’Aquila) је насељено место у Републици Хрватској у Истарској жупанији. Административно је у саставу општине Ланишће.

## Географија
Слум је налази на Ћићарији, североисточно од Бузета, на 502 м надморске висине. Оно је на одвојеном краку пута Бузет—Брест, на рубу степенасте висоравни. Малобројни становници се традиционално баве пољопривредом и сточарством.

## Историја
Насеље је 1358. припадало Рашпорској господи. Архитектура села пример је добро очуване руралне традиције, распршених кућа са широким окућницама и великим стаблима. У селу је једнобродна романичка црквица Св. Матеја са звоником на прочељу и полигоналном апсидом. На своду презбитерија налазе се зидне слике из XVI века, које приказују Благовести, Распеће, Ускрснуће, Св. Јурја како побеђује змаја (аждају) и друге црквене мотиве. На конзоли каменог ребрастог свода уклесана је глагољским словима 1555. година

## Становништво
Према попису становништва из 2011. године у насељу Слум живеола су 22 становника који су живели у 9 породичних домаћинстава.
Кретање броја становника по пописима 1857—2001.
| година пописа   | 1857. | 1869. | 1880. | 1890. | 1900. | 1910. | 1921. | 1931. | 1948. | 1953. | 1961. | 1971. | 1981. | 1991. | 2001. | 2011. |
| Број становника | 307   | 333   | 366   | 390   | 364   | 365   | 824   | 264   | 218   | 191   | 108   | 73    | 37    | 38    | 31    | 22    |

Напомена: У 1921. садржи податке за насеља Брест и Кропињак.

## Занимљивости
С обзиром да постоје записи да је поменута црква Св. Матеја била подигнута уз велику липу, а уз цркву и данас постоји разграната липа шупљег дебла, може се закључити да је та липа једно од најстаријих стабала у Истри.